# قائمة الجبال في مرتفعات الجولان
فيما يلي قائمة بأسماء الجبال الواقعة على هضبة الجولان المحتلة وارتفاعاتها

## القائمة
| الاسم                                                               | الارتفاع             | الإحداثيات            | ملاحظات                                                             |
| ------------------------------------------------------------------- | -------------------- | --------------------- | ------------------------------------------------------------------- |
| جبل الشيخ (بالعبرية: הר חרמון)                                      | 2,814 م (9,232 قدمًا) | 33°24′58″N 35°51′27″E | تقع أجزاء من المنحدرات الجنوبية لجبل الشيخ ضمن شمال هضبة الجولان.   |
| جبل الشيخ الصغير (بالعبرية: הר חרמונית)                             | 1,216 م (3,990 قدمًا) | 33°11′7″N 35°47′38″E  | بركان خامد في شمال الجولان.                                         |
| جبل بارون (بالعبرية: הר בראון)                                      | 1,056 م (3,465 قدمًا) | 33°9′30″N 35°46′45″E  | جزء من بركان خامد في شمال شرق الجولان.                              |
| جبل حوزق (بالعبرية: הר חוזק)                                        | 1,158 م (3,799 قدمًا) | 33°03′14″N 35°51′01″E | جزء من بركان خامد في شرق الجولان.                                   |
| جبل رام (بالعبرية: הר רם، ويعني "الجبل العالي")                     | 1,188 م (3,898 قدمًا) | 33°14′43″N 35°47′02″E | جزء من بركان خامد في شمال الجولان.                                  |
| جبل شيفون (بالعبرية: הר שיפון)                                      | 977 م (3,205 قدمًا)   | 33°04′10″N 35°46′08″E | جزء من بركان خامد في شمال شرق الجولان.                              |
| جبل أودم / رأس الأحمر (بالعبرية: הר אודם)                           | 1,100 م (3,600 قدمًا) | 33°11′55″N 35°45′15″E | جزء من بركان خامد في شمال الجولان.                                  |
| تل الفرس / جبل بيرس (بالعبرية: הר פרס)                              | 929 م (3,048 قدمًا)   | 32°57′34″N 35°51′50″E | جبل بركاني في وسط الجولان.                                          |
| جبل أفطال / تل أبو الندى (بالعبرية: הר אביטל)                       | 1,204 م (3,950 قدمًا) | 33°06′38″N 35°47′45″E | جزء من بركان خامد في شمال شرق الجولان.                              |
| جبل بنتال / تل الغرام (بالعبرية: הר בנטל)                           | 1,171 م (3,842 قدمًا) | 33°07′45″N 35°47′09″E | جزء من بركان خامد في شمال شرق الجولان.                              |
| جبل بني راسان / تل الغسانية (بالعبرية: הר בני רסן)                  | 1,072 م (3,517 قدمًا) | 33°04′49″N 35°50′04″E | جزء من بركان خامد في شرق الجولان، ويقع على قمته مزرعة رياح الجولان. |
| تل المخفي                                                           | 1,055 م (3,461 قدمًا) | 33°08′0″N 35°48′0″E   | جبل في شمال شرق الجولان، شمال مدينة القنيطرة.                       |
| جبل وردة / تل وردة (بالعبرية: הר ורדה، ويعني "جبل الوردة")          | 1,226 م (4,022 قدمًا) | 33°12′40″N 35°47′20″E | جزء من بركان خامد في شمال الجولان.                                  |
| جبل يوسيفون / تل يوسف (بالعبرية: הר יוסיפון)                        | 981 م (3,219 قدمًا)   | 33°03′24″N 35°47′49″E | جزء من بركان خامد في وسط الجولان.                                   |
| جبل الشيخ الصغير / تل الشيخ (بالعبرية: הר חרמונית)                  | 1,211 م (3,973 قدمًا) | 33°10′55″N 35°47′39″E | جزء من بركان خامد في شمال الجولان.                                  |
| تلة أورخا / تل جوخدار (بالعبرية: גבעת אורחה)                        | 646 م (2,119 قدمًا)   | 32°55′39″N 35°51′09″E | تل في جنوب شرق الجولان.                                             |
| جبل الكروم / تل صدر العروس (بالعبرية: הר כרמים، ويعني "جبل الكروم") | 1,198 م (3,930 قدمًا) | 33°13′06″N 35°46′32″E | جزء من بركان خامد في شمال الجولان.                                  |
| تل الساقي (بالعبرية: תל א-סאקי)                                     | 594 م (1,949 قدمًا)   | 32°51′58″N 35°49′50″E | بركان خامد صغير في جنوب الجولان.                                    |